# Die Rebellion

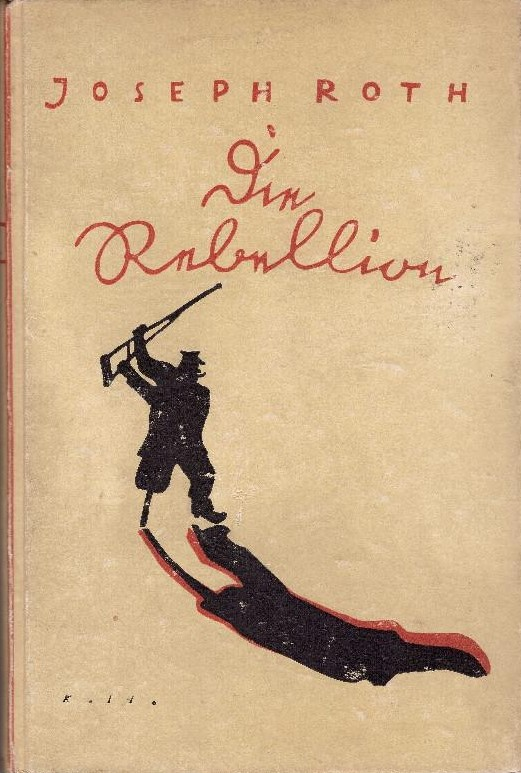
Joseph Roth: Die Rebellion. Erste Ausgabe im Verlag Die Schmiede, Berlin, 1924. Einbandzeichnung von George G. Kobbe (1902–1934)

Die Rebellion ist ein Roman von Joseph Roth, der vom 27. Juli bis 29. August 1924 im Vorwärts vorabgedruckt wurde. Im selben Jahr erfolgte der Druck in Berlin.

## Handlung
Der 45-jährige Andreas Pum hat im Krieg ein Bein verloren, bekam zwar eine Auszeichnung, aber keine Prothese. Trotzdem glaubt er, die Regierung wird ihn schon versorgen. Das erweist sich als Irrtum. Andreas muss vor der Kommission einen Zitterer simulieren, um die Lizenz zum Drehorgelspiel zu ergattern. Mit seinem Leierkasten humpelt Andreas von Hinterhof zu Hinterhof. Angehörige hat der Kriegsversehrte keine. Der Winter steht bevor. Andreas lernt die gutgebaute Katharina Blumich kennen und heiratet sie kurzentschlossen. Die Frau wendet sich aber schnell von Andreas ab und lässt sich auf einen anderen Mann, den Polizeiunterinspektor Vinzenz Topp ein.
Der Invalide war von Herrn Unternehmer Arnold in der Straßenbahn als „Simulant“ und „Bolschewik“ verunglimpft worden. Einige Fahrgäste hatten eingestimmt: „Russe, Spion, Jude“. Als ein Polizist eingreift, schlägt Andreas diesen mit seiner Krücke. Aufgrund des Vorwurfs bewaffneter Widerstand gegen die Staatsgewalt und Amtsehrenbeleidigung und des unverschuldet versäumten Gerichtstermins muss er ins Gefängnis und verliert seine Lizenz.
In der Haft verliert er seinen Glauben und er will sich scheiden lassen. Aus dem Gefängnis kommt der Invalide mit weißem Haar. Aber einen Freund hat Andreas noch. Der stellt ihn als Wärter in der Toilette des Cafés Halali an. Als Andreas am Arbeitsplatz stirbt, will er die Gnade Gottes nicht. Er will in die Hölle.

## Rezeption
- Hackert weist im Zusammenhang mit Joseph Roths Geschichte vom Abstieg Andreas Pums zum Toilettenwärter auf eine Parallele zu Murnaus Stummfilm Der letzte Mann mit Emil Jannings in der Titelrolle, ebenfalls aus dem Jahr 1924, hin.[1]
- Andreas Pum „klagt Gott an und fordert eine gerechte Verteilung seines Segens auf Erden.“[2]
- Steierwald referiert die Rebellion „in der Herrentoilette“ und betrachtet die lapidare Syntax.[3]
- Kiesel reiht den Text neben dem Spinnennetz und Hotel Savoy in die Zeitromane des Autors ein und konstatiert, die Rebellion des Andreas Pum bleibe eine innere; werde also nicht nach außen getragen.[4]

## Verfilmung
Wolfgang Staudte verfilmte den Roman 1962 unter dem gleichen Titel für das Fernsehen mit Josef Meinrad, Ida Krottendorf und Fritz Eckhardt.
Eine weitere Verfilmung entstand 1993 durch Michael Haneke mit Branko Samarovski in der Rolle des Andreas Pum.